# Brasília
Brasília (phát âm tiếng Bồ Đào Nha: [bɾaˈziljɐ]) là thủ đô liên bang của Brasil và là nơi đặt trụ sở của chính quyền Quận Liên bang. Thành phố nằm trên đỉnh của cao nguyên Brasil tại miền Trung-Tây và được thành lập vào ngày 21 tháng 4 năm 1960 để đóng vai trò thủ đô mới. Brasília và khu vực đô thị (bao trùm quận liên bang) có dân số là 2.556.149 vào năm 2011, và là thành phố đông dân thứ tư toàn quốc. Trong số các thành phố lớn tại Mỹ Latinh, Brasília có GDP bình quân cao nhất (2013).
Brasília do Lúcio Costa và Oscar Niemeyer quy hoạch và phát triển vào năm 1956 nhằm dời thủ đô từ Rio de Janeiro đến một địa điểm gần trung tâm quốc gia hơn. Thiết kế thành phố được phân chia thành các khối được đánh số cũng như các khu vực dánh cho các hoạt động cụ thể, như khu khách sạn, ngân hàng hay đại sứ quán. Brasília được chọn làm một di sản thế giới UNESCO do kiến trúc hiện đại và quy hoạch đô thị mang tính nghệ thuật độc đáo.
Các trung tâm của cả ba nhánh trong chính phủ liên bang Brasil đặt tại Brasília, gồm Quốc hội, Tổng thống và Tòa án Tối cao. Thành phố còn có hơn 120 đại sứ quán ngoại quốc. Sân bay quốc tế Brasília liên kết thủ đô với toàn bộ các thành phố lớn tại Brasil cùng nhiều điểm đến quốc tế, và là sân bay nhộn nhịp thứ ba toàn quốc.
Thành phố có vị thế độc nhất tại Brasil do là một đơn vị hành chính thay vì khu tự quản pháp định như các thành phố khác tại Brasil, tương tự như Washington, D.C. tại Hoa Kỳ, Mexico D.F. tại Mexico, và Canberra tại Úc. Tên gọi 'Brasília' thường được sử dụng đồng nghĩa với Quận Liên bang, tuy nhiên Brasília là một trong 31 khu vực hành chính thuộc Quận Liên bang. Thành phố là một trong các địa điểm chính tổ chức Giải bóng đá vô địch thế giới 2014 và đăng cai một số trận đấu bóng đá trong Thế vận hội Mùa hè 2016.

## Lịch sử

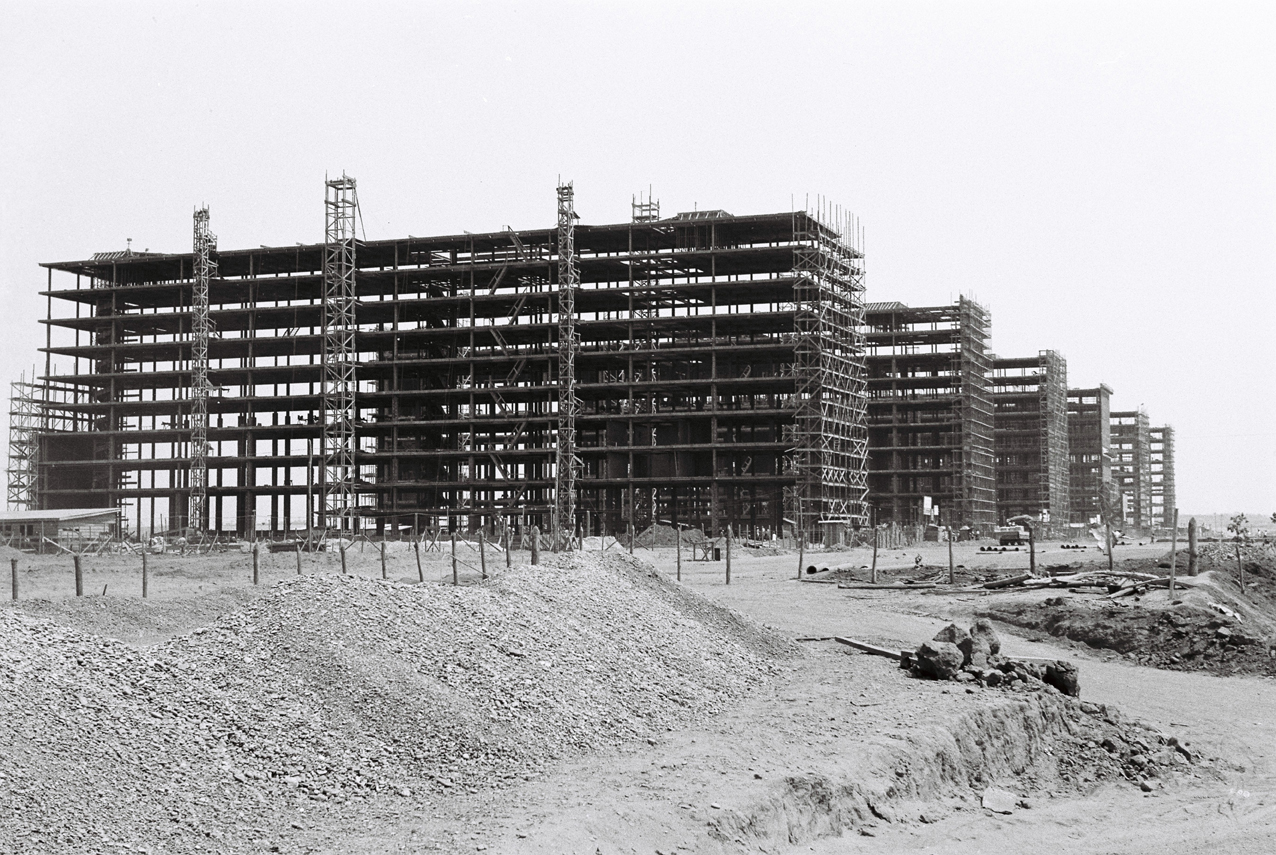
Quá trình xây dựng Trục các công trình kỷ niệm năm 1959

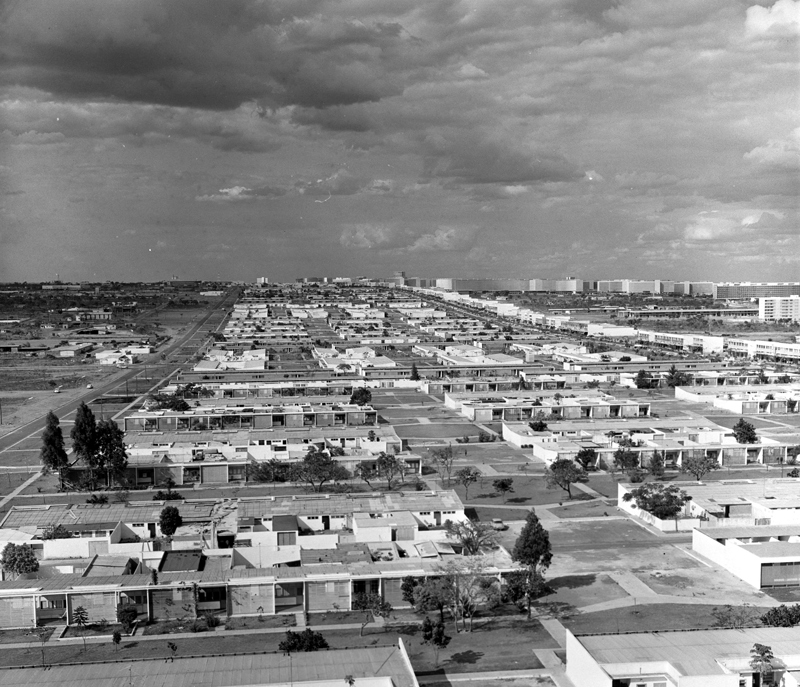
Brasília năm 1964

### Bối cảnh
Từ năm 1763 đến năm 1960, Rio de Janeiro là thủ đô của Brasil. Đương thời, tiềm lực quốc gia có xu hướng tập trung tại miền đông nam của Brasil gần Rio de Janeiro. Vị trí địa lý tại trung tâm của Brasília thuận lợi hơn cho một thủ đô liên bang trung tâm về khu vực. Một điều trong hiến pháp cộng hòa đầu tiên từ năm 1891 viết rằng thủ đô nên được chuyển từ Rio de Janeiro đến một địa điểm gần trung tâm của quốc gia.
Kể hoạch được hình thành vào năm 1827 bởi một cố vấn của Hoàng đế Pedro I là José Bonifácio. Ông trình một kế hoạch cho Đại hội đồng Brasil về một thành phố mới mang tên Brasília, với ý tưởng dời thủ đô về phía tây ra khỏi hành lang miền đông nam có cư dân đông đúc. Dự luật không được ban hành do Pedro I giải tán hội đồng.
Theo truyền thuyết, thánh người Ý Gioan Bosco vào năm 1883 có một giấc mơ mà trong đó ông mô tả một thành phố vị lai đại thể phù hợp với vị trí của Brasília. Ngày nay tại Brasília có nhiều liên hệ đến Bosco, người sáng lập dòng Salêdiêng, trên khắp thành phố và một giáo xứ tại đây mang tên ông.

### Xây dựng
Tổng thống Brasil Juscelino Kubitschek cầm quyền từ năm 1956 đến năm 1961 là người hạ lệnh xây dựng Brasília, thi hành cam kết của hiến pháp và cam kết chiến dịch chính trị của ông. Xây dựng Brasília nằm trong kế hoạch 5 năm của Juscelino. Ngay từ năm 1892, nhà thiên văn học Louis Cruls khi phục vụ chính phủ Brasil đã nghiên cứu địa điểm thủ đô tương lai. Lúcio Costa thắng một cuộc thi và là người lập quy hoạch đô thị chính vào năm 1957, với 550 người cạnh tranh. Một người bạn thân của ông ta là Oscar Niemeyer trở thành kiến trúc sư trưởng của hầu hết tòa nhà công cộng và Roberto Burle Marx là người thiết kế cảnh quan. Brasília được xây dựng trong 41 tháng, từ năm 1956 đến khi nó chính thức khánh thành vào ngày 21 tháng 4 năm 1960.
Cho đến thập niên 1980, Chính phủ liên bang bổ nhiệm thống đốc của quận liên bang, và pháp luật của Brasília do Thượng viện liên bang ban hành. Theo Hiến pháp năm 1988, Brasília được quyền bầu thống đốc, và một hội đồng quận (Câmara Legislativa) được bầu ra để thi hành quyền lực lập pháp. Quận liên bang không có quyền lực tư pháp, mà phục vụ quận liên bang và các lãnh thổ liên bang khác, song do Brasil không có lãnh thổ nào nên hiện nó chỉ phục vụ các vụ tố tụng từ quận liên bang.

## Khí hậu
| Dữ liệu khí hậu của Brasília (1991–2020, cực đoan 1961–nay) | Dữ liệu khí hậu của Brasília (1991–2020, cực đoan 1961–nay) | Dữ liệu khí hậu của Brasília (1991–2020, cực đoan 1961–nay) | Dữ liệu khí hậu của Brasília (1991–2020, cực đoan 1961–nay) | Dữ liệu khí hậu của Brasília (1991–2020, cực đoan 1961–nay) | Dữ liệu khí hậu của Brasília (1991–2020, cực đoan 1961–nay) | Dữ liệu khí hậu của Brasília (1991–2020, cực đoan 1961–nay) | Dữ liệu khí hậu của Brasília (1991–2020, cực đoan 1961–nay) | Dữ liệu khí hậu của Brasília (1991–2020, cực đoan 1961–nay) | Dữ liệu khí hậu của Brasília (1991–2020, cực đoan 1961–nay) | Dữ liệu khí hậu của Brasília (1991–2020, cực đoan 1961–nay) | Dữ liệu khí hậu của Brasília (1991–2020, cực đoan 1961–nay) | Dữ liệu khí hậu của Brasília (1991–2020, cực đoan 1961–nay) | Dữ liệu khí hậu của Brasília (1991–2020, cực đoan 1961–nay) |
| Tháng                                                       | 1                                                           | 2                                                           | 3                                                           | 4                                                           | 5                                                           | 6                                                           | 7                                                           | 8                                                           | 9                                                           | 10                                                          | 11                                                          | 12                                                          | Năm                                                         |
| ----------------------------------------------------------- | ----------------------------------------------------------- | ----------------------------------------------------------- | ----------------------------------------------------------- | ----------------------------------------------------------- | ----------------------------------------------------------- | ----------------------------------------------------------- | ----------------------------------------------------------- | ----------------------------------------------------------- | ----------------------------------------------------------- | ----------------------------------------------------------- | ----------------------------------------------------------- | ----------------------------------------------------------- | ----------------------------------------------------------- |
| Cao kỉ lục °C (°F)                                          | 32.6 (90.7)                                                 | 32.0 (89.6)                                                 | 32.1 (89.8)                                                 | 31.6 (88.9)                                                 | 31.6 (88.9)                                                 | 31.6 (88.9)                                                 | 30.8 (87.4)                                                 | 33.0 (91.4)                                                 | 35.7 (96.3)                                                 | 36.4 (97.5)                                                 | 34.5 (94.1)                                                 | 33.7 (92.7)                                                 | 36.4 (97.5)                                                 |
| Trung bình ngày tối đa °C (°F)                              | 26.9 (80.4)                                                 | 27.2 (81.0)                                                 | 27.0 (80.6)                                                 | 26.8 (80.2)                                                 | 26.0 (78.8)                                                 | 25.3 (77.5)                                                 | 25.6 (78.1)                                                 | 27.4 (81.3)                                                 | 29.1 (84.4)                                                 | 29.0 (84.2)                                                 | 27.0 (80.6)                                                 | 26.8 (80.2)                                                 | 27.0 (80.6)                                                 |
| Trung bình ngày °C (°F)                                     | 21.9 (71.4)                                                 | 21.9 (71.4)                                                 | 21.8 (71.2)                                                 | 21.6 (70.9)                                                 | 20.3 (68.5)                                                 | 19.3 (66.7)                                                 | 19.3 (66.7)                                                 | 21.0 (69.8)                                                 | 22.8 (73.0)                                                 | 23.1 (73.6)                                                 | 21.7 (71.1)                                                 | 21.7 (71.1)                                                 | 21.4 (70.5)                                                 |
| Tối thiểu trung bình ngày °C (°F)                           | 18.3 (64.9)                                                 | 18.2 (64.8)                                                 | 18.2 (64.8)                                                 | 17.7 (63.9)                                                 | 15.6 (60.1)                                                 | 14.2 (57.6)                                                 | 13.9 (57.0)                                                 | 15.3 (59.5)                                                 | 17.6 (63.7)                                                 | 18.5 (65.3)                                                 | 18.1 (64.6)                                                 | 18.3 (64.9)                                                 | 17.0 (62.6)                                                 |
| Thấp kỉ lục °C (°F)                                         | 12.2 (54.0)                                                 | 11.0 (51.8)                                                 | 14.5 (58.1)                                                 | 10.7 (51.3)                                                 | 1.4 (34.5)                                                  | 3.3 (37.9)                                                  | 1.6 (34.9)                                                  | 5.0 (41.0)                                                  | 9.0 (48.2)                                                  | 10.2 (50.4)                                                 | 11.4 (52.5)                                                 | 11.4 (52.5)                                                 | 1.4 (34.5)                                                  |
| Lượng Giáng thủy trung bình mm (inches)                     | 206.0 (8.11)                                                | 179.5 (7.07)                                                | 226.0 (8.90)                                                | 145.2 (5.72)                                                | 26.9 (1.06)                                                 | 3.3 (0.13)                                                  | 1.5 (0.06)                                                  | 16.3 (0.64)                                                 | 38.1 (1.50)                                                 | 141.8 (5.58)                                                | 253.1 (9.96)                                                | 241.1 (9.49)                                                | 1.478,8 (58.22)                                             |
| Số ngày giáng thủy trung bình (≥ 1.0 mm)                    | 16                                                          | 14                                                          | 15                                                          | 9                                                           | 3                                                           | 1                                                           | 0                                                           | 2                                                           | 4                                                           | 10                                                          | 17                                                          | 18                                                          | 109                                                         |
| Độ ẩm tương đối trung bình (%)                              | 74.7                                                        | 74.2                                                        | 76.1                                                        | 72.2                                                        | 65.4                                                        | 58.8                                                        | 51.0                                                        | 43.5                                                        | 46.4                                                        | 58.8                                                        | 74.5                                                        | 76.0                                                        | 64.3                                                        |
| Số giờ nắng trung bình tháng                                | 159.6                                                       | 158.9                                                       | 168.7                                                       | 200.8                                                       | 237.9                                                       | 247.6                                                       | 268.3                                                       | 273.5                                                       | 225.7                                                       | 191.3                                                       | 138.3                                                       | 145.0                                                       | 2.415,6                                                     |
| Chỉ số tia cực tím trung bình                               | 14                                                          | 14                                                          | 14                                                          | 12                                                          | 9                                                           | 7                                                           | 8                                                           | 10                                                          | 12                                                          | 13                                                          | 14                                                          | 14                                                          | 12                                                          |
| Nguồn 1: Instituto Nacional de Meteorologia                 |                                                             |                                                             |                                                             |                                                             |                                                             |                                                             |                                                             |                                                             |                                                             |                                                             |                                                             |                                                             |                                                             |
| Nguồn 2: Meteo Climat (record highs and lows)               |                                                             |                                                             |                                                             |                                                             |                                                             |                                                             |                                                             |                                                             |                                                             |                                                             |                                                             |                                                             |                                                             |

## Kiến trúc
Các tòa nhà xây dựng trên cơ sở tách bạch chức năng, tạo không gian thiên nhiên rộng lớn với những con đường có nhiều làn xe, các trục giao thông vuông góc. Các khu thương mại, dân cư, hành chính được tách riêng với lối kiến trúc cân bằng theo chiều ngang, dọc. Các hình khối hình chữ nhât, bề mặt cong, cấu trúc không gian xanh được chú ý sử dụng. Trong số các tòa nhà thì nổi bật nhất là các công trình Plaza of Three Powers, Palace Planalto, Văn phòng chính phủ, Tòa nhà quốc hội Brasil, Tòa án tối cao, Esplanade, Điện Juscelino Kubitschek, Nhà hát quốc gia, Nhà thờ Brasilia...

## Hình ảnh

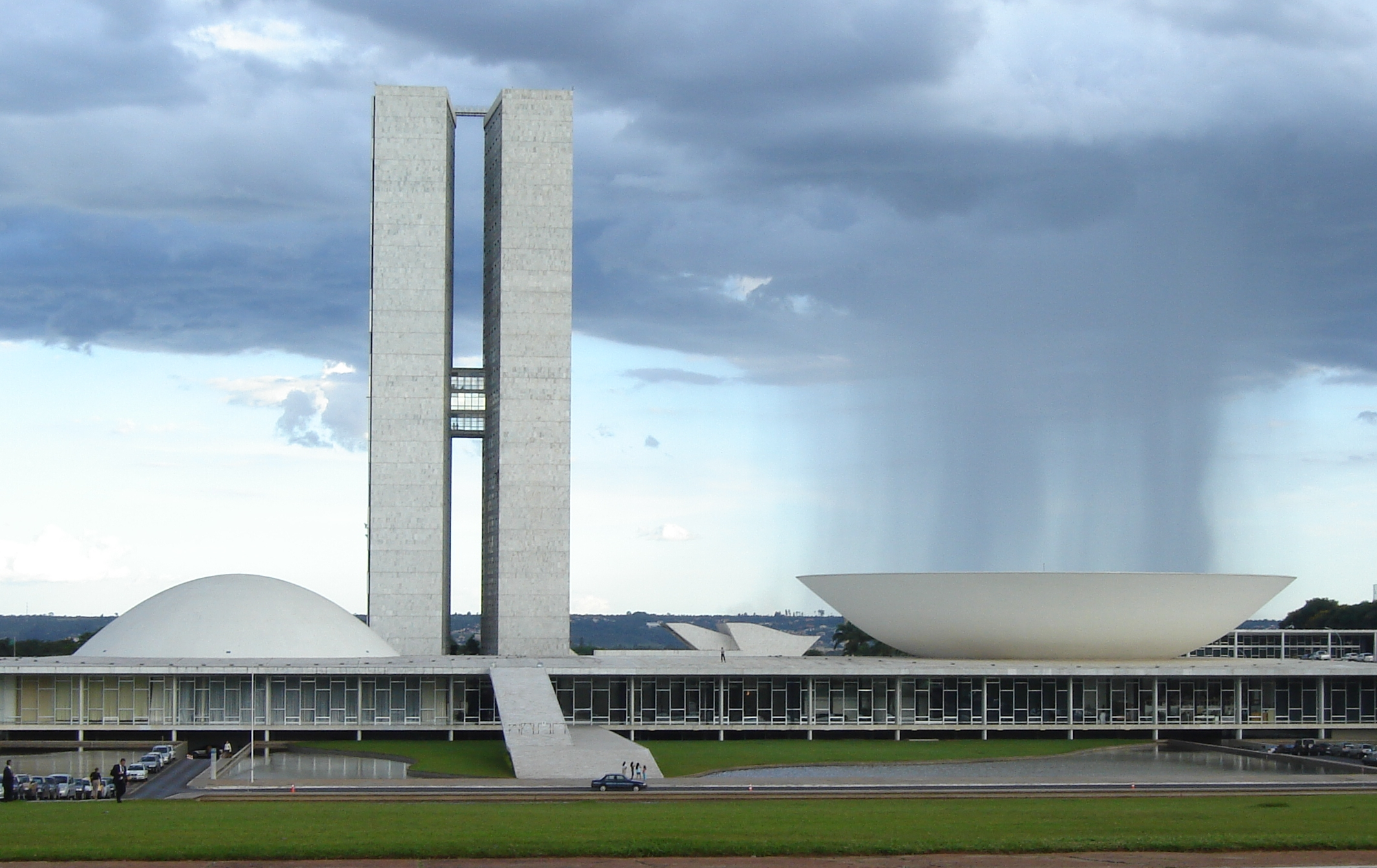
Tòa nhà quốc hội với quảng trường xanh rộng lớn bên cạnh đại lộ Eixo Monumental
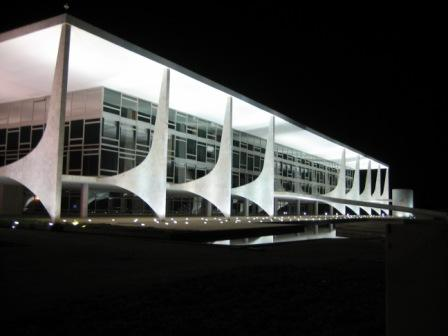
Palace Planalto
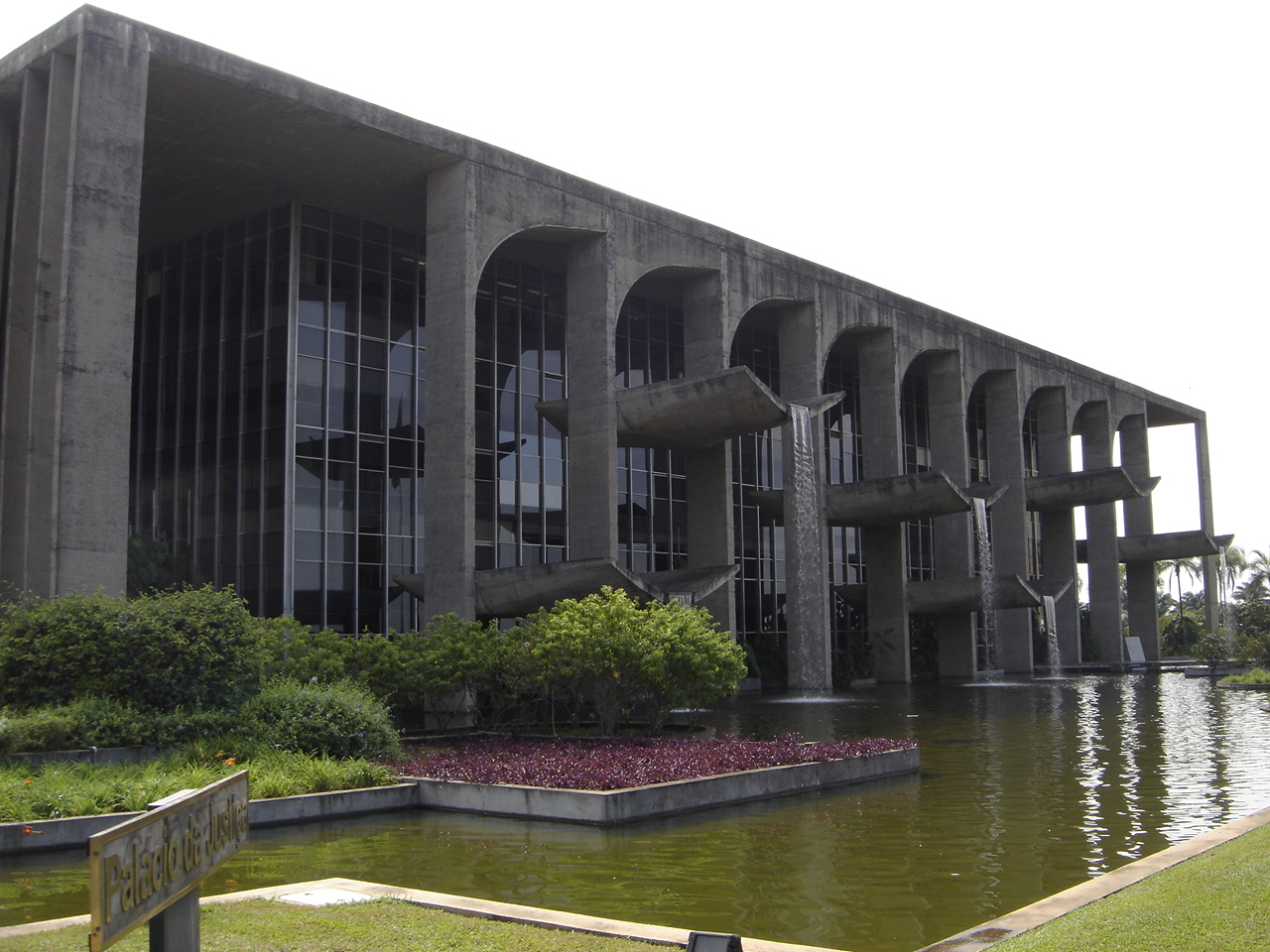
Dinh tổng thống
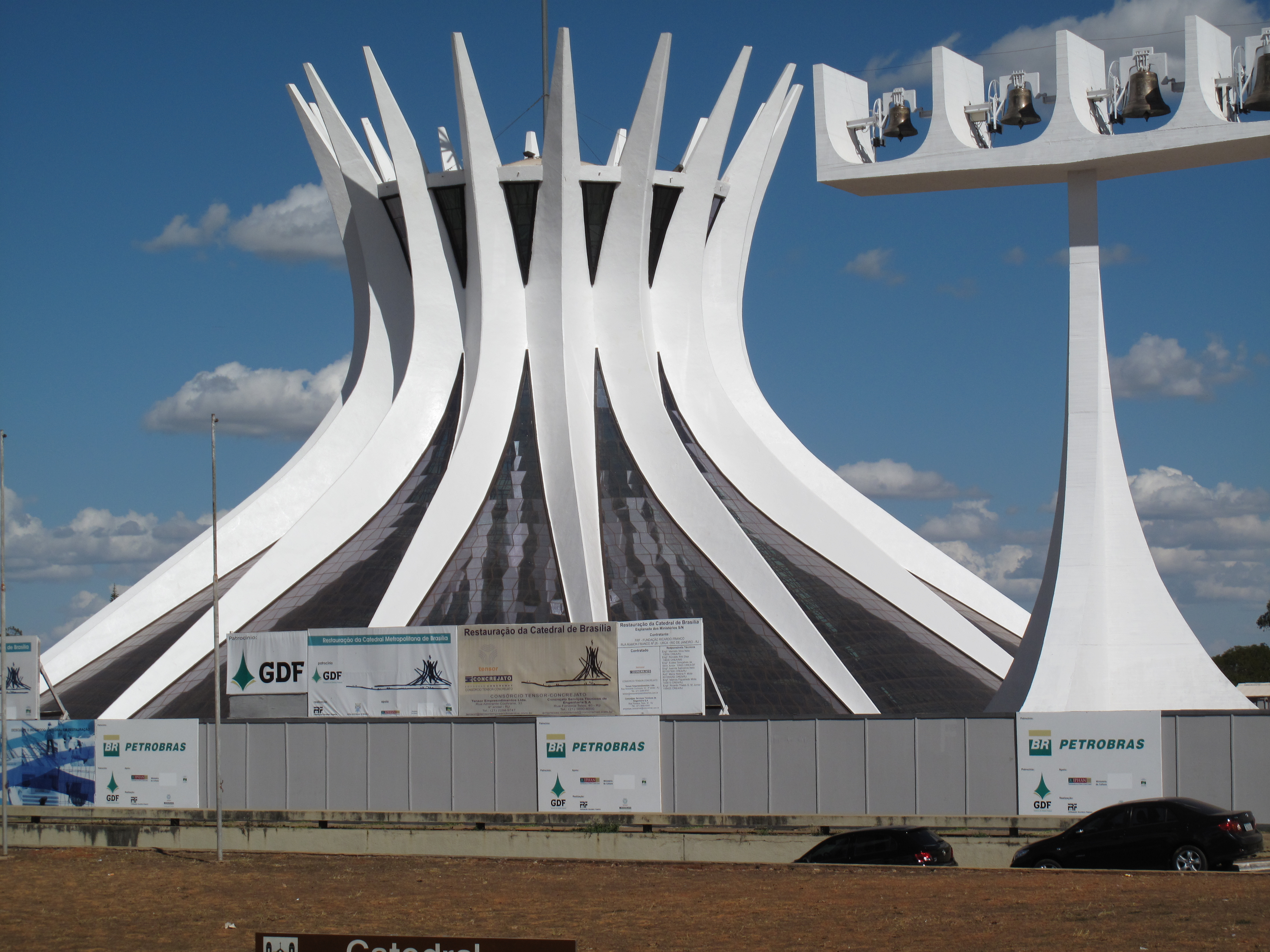
Nhà thờ lớn Brasilia
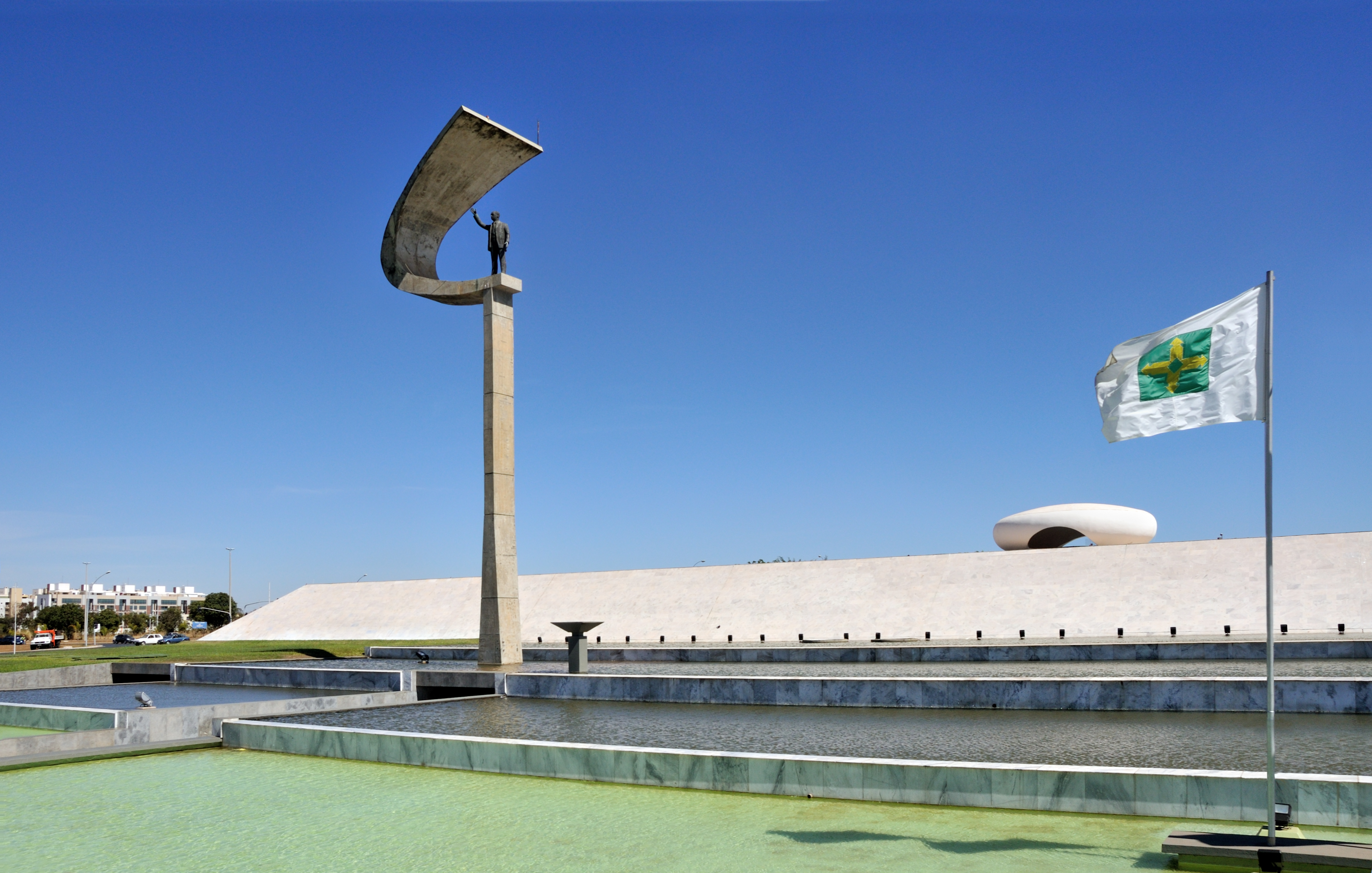
Đài kỉ niệm tổng thống Juscelino Kubitschek
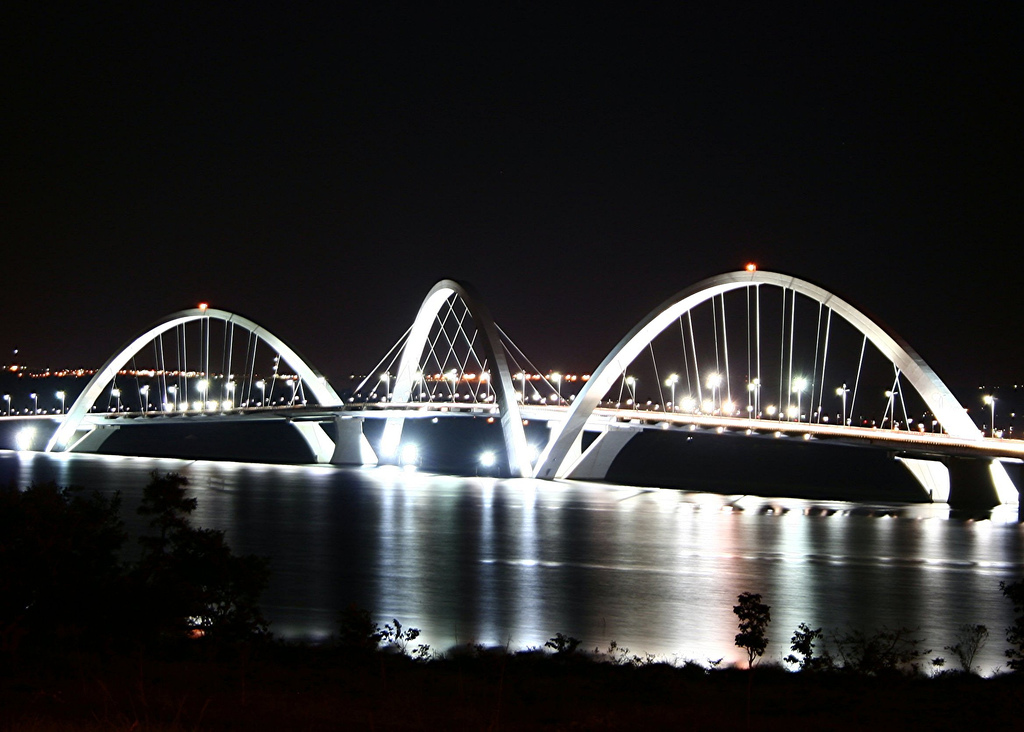
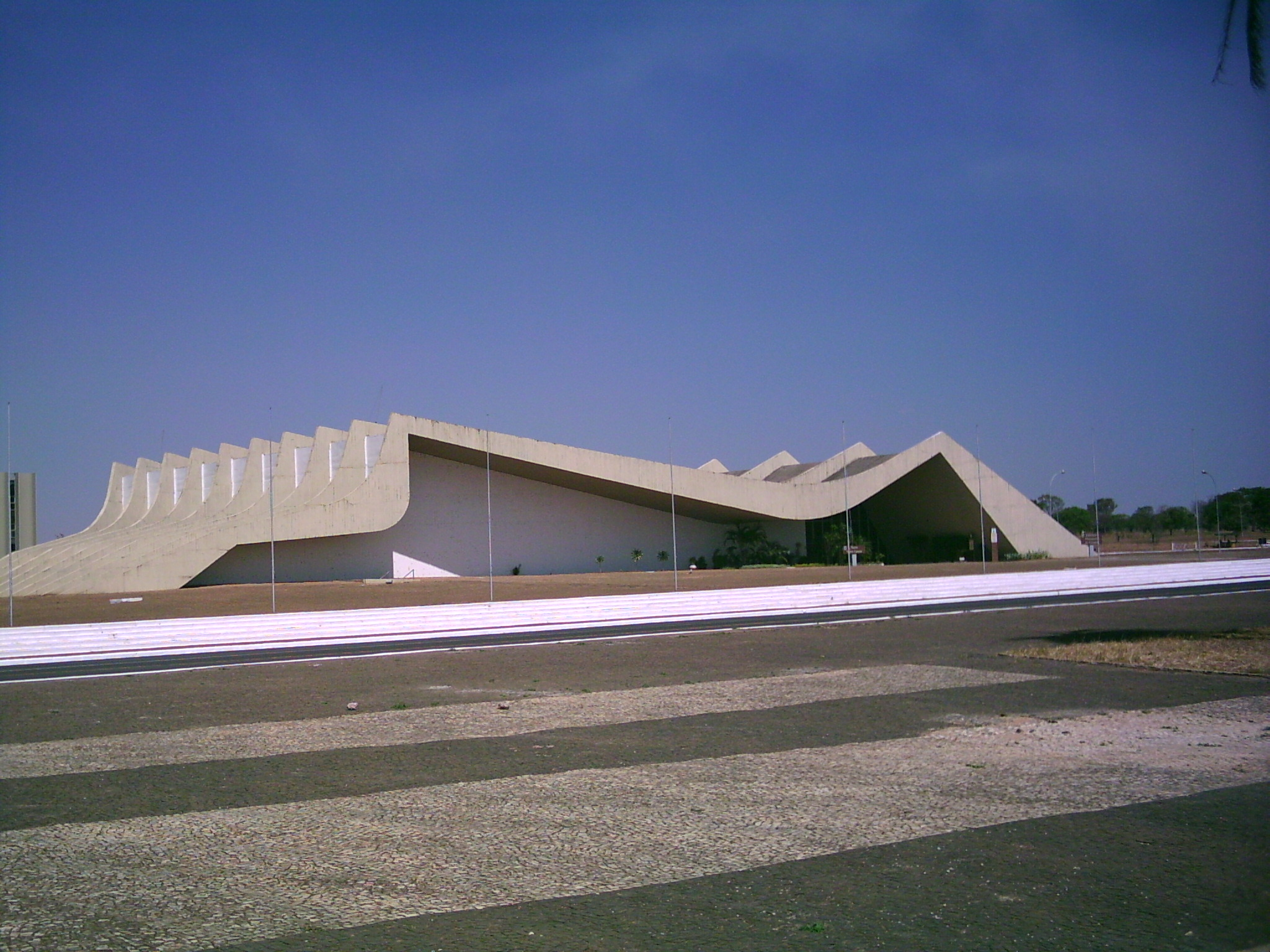
Nhà hát quốc gia
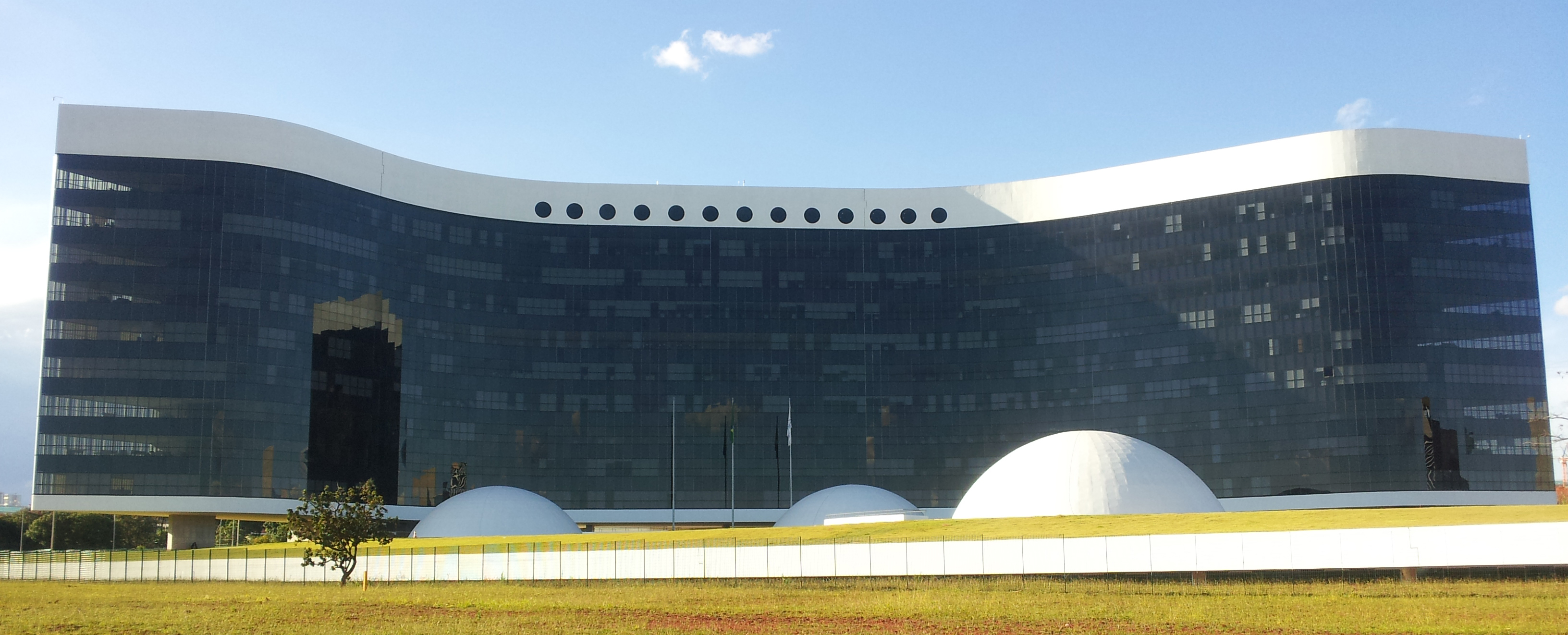
Tòa án tối cao